# Gurmail Singh
Gurmail Singh (* 10. Dezember 1959 in Khusropur im Bundesstaat Punjab) ist ein ehemaliger indischer Hockeyspieler. Er  spielte bei den Olympischen Spielen 1980 in Moskau in der siegreichen indischen Mannschaft.

## Sportliche Karriere
Der 1,70 m große Gurmail Singh gehörte als Defensivspieler zum Aufgebot bei den Olympischen Spielen 1980 in Moskau. Er wurde nur im Vorrundenspiel gegen Kuba eingesetzt, das die Inder mit 13:0 gewannen. Die Inder gewannen in der Vorrunde drei Spiele und spielten zweimal unentschieden. Damit erreichten sie das Finale gegen die Spanier, die indische Mannschaft siegte mit 4:3.
Zum Jahreswechsel von 1981 auf 1982 wurde in Bombay die Weltmeisterschaft 1982 ausgetragen. Die indische Mannschaft belegte in der Vorrunde den dritten Platz, in den Platzierungsspielen um die Plätze 5 bis 8 siegten die Inder zweimal und erreichten damit in der Gesamtwertung den fünften Platz. Ende 1982 wurden in Neu-Delhi die Asienspiele 1982 ausgetragen. Gold ging an die amtierenden Weltmeister aus Pakistan, dahinter erhielten die Inder die Silbermedaille.